# Iaido
Iaido (jap: 居合道;  iaidō, poznata i pod nazivima iaijutsu, battojutsu), japanska borilačka vještina koja njeguje ljepotu i gracioznost rukovanja tradicionalnom japanskom sabljom, katanom.

## Odlike vještine
Iaido je povezan s glatkim, kontroliranim pokretima izvlačenja mača iz njegove futrole (ili saya), udaranja ili rezanja protivnika, uklanjanja krvi s oštrice, a zatim zamjene mača u okovu. Dok početnici iaidoa mogu početi učenje ove vještine s bokkenom (drveni mač), ovisno o stilu poučavanja određenog instruktora, većina vježbača koristi mač s tupim oštricama, nazvan iaitō.
Izvedba se sastoji od formi, koje uključuju izvlačenja sablje iz korica, zadavanja rezova oštricom i udaraca drškom zamišljenom protivniku, brisanja (zamišljene) krvi s oštrice i vraćanja sablje u korice, a sve se izvodi izrazito brzim, glatkim, i preciznim pokretima.

## Vježbanje

### Stupnjevanje
| Rang   | Japanski naziv  |
| ------ | --------------- |
| 6. Kyū | Rokkyu (五級)   |
| 5. Kyū | Gokyū (五級)    |
| 4. Kyū | Yonkyū (四級)   |
| 3. Kyū | Sankyū (三級)   |
| 2. Kyū | Nikyū (二級)    |
| 1. Kyū | Ikkyū (一級)    |
| 1. Dan | Shodan (初段)   |
| 2. Dan | Nidan (二段)    |
| 3. Dan | Sandan (三段)   |
| 4. Dan | Yondan (四段)   |
| 5. Dan | Godan (五段)    |
| 6. Dan | Rokudan (六段)  |
| 7. Dan | Nanadan (七段)  |
| 8. Dan | Hachidan (八段) |

U iaidu ne postoje pojasevi, već se stupnjevi označavaju kyuovima (Kyu), kojih ima pet i predstavljaju učenička zvanja; i danovima (Dan), kojih ima osam i predstavljaju majstorska zvanja.

### Oprema
U iadu se koristi sljedeća oprema za vježbanje: Hakama i keikogi (pamučna ili svilena bluza) i obi (pojas). 

### Oružje
Oružje je neizostavni dio iaida, a koristi se samo bokken sa sayom ili shinken.

## Vanjske povezice
- What is iadō